# Fleischer Studios
A Fleischer Studios egy amerikai animációs stúdió. 1921-ben Inkwell Studios, Inc. és Out of the Inkwell Films néven alapították Max Fleischer és Dave Fleischer testvérek, akik a céget a kezdetektől fogva a stúdió anyavállalata és a filmek forgalmazója, a Paramount Pictures-nak tulajdonítottak. A Fleischer Studios a Walt Disney Productions versenytársa volt az 1930-as években.
A Fleischer Studios szereplői közé tartozott Koko the Clown, Betty Boop, Bimbo, Popeye, a tengerész és Superman . Ellentétben más stúdiókkal, amelyek szereplői antropomorf állatok, a Fleischer Studios legsikeresebb karakterei emberek voltak (kivéve Bimbót, aki fekete-fehér rajzfilmekben szereplő kutya volt). A Fleischer Studios rajzfilmjei mind koncepciójukban, mind kivitelezésükben nagyon különböztek a Disney-rajzfilmektől. Ennek eredményeként a Fleischer-rajzfilmek inkább durvák voltak, mint kifinomultak, tudatosan művészi, nem pedig kereskedelmi jellegűek. De egyedülálló módon művészeti tehetségüket a művészetek és a tudományok csúcspontján fejezték ki. Ez a megközelítés a szürrealizmusra, a sötét humorra, a felnőttkori pszichológiai elemekre és a szexualitásra összpontosított. Ezenkívül a helyszín és környezet inkább városi volt, gyakran zord környezetben, ami a nagy gazdasági világválságot és a német expresszionizmust tükrözi.

## Története

### A némafilm korszak
A Fleischer Studios Max Fleischer újszerű filmsorozatán dolgozott, Out of Inkwell (1919-1927). Az újdonság nagyrészt a " Rotoscope " eredményein alapult, amelyet Fleischer talált ki, hogy reális animációt készítsen. Az első "Out of the Inkwell" filmeket a The Bray Studio készítette. Benne Fleischer első karaktere, a "Bohóc" szerepelt, amely Koko the Clown (magyarul: Koko a bohóc) néven vált ismertté 1924-ben.
1921-ben a The Bray Studio jogi problémákkal szembesült, mivel több filmre szerződött, mint amennyit el tud szállítani forgalmazójának, a The Goldwyn Company-nak. A Fleischer Brothers tehát inkább saját stúdiót hozott létre, ahol Dave volt igazgató és produkciós felügyelő, Max pedig producer. 1924 -ben az animátor, Dick Huemer elment a The Inkwell Studio-ba, és újratervezte Koko the Clown -t a hatékonyabb animáció érdekében. A bohóc meghatározása mellett Huemer megalapozta a Fleischer stílus jellegzetes vastag és vékony tintavonalaival. Emellett Huemer megalkotta Ko-Ko társát, Fitz kutyát, aki 1930-ban már Bimbo-ként lett ismert.

A Paramount ügylet finanszírozást és elosztást biztosított, de a csőd jogi bonyodalmai miatt az Out of the Inkwell címet a The Inkwell Imps (1927-1929) címre változtatták. Egy évvel a kapcsolat után a Fleischer Brothers rossz irányítást fedezett fel Weiss alatt, és az Imps szerződés vége előtt távozott. Az Inkwell Films, Inc. 1929 januárjában csődöt mondott. Márciusban Max megalapította a Fleischer Studios -t, partnerével, Dave-el. A műveleteket először a Queens-i Carpenter-Goldman Laboratories-ban hozták létre. A Fleischer Studios ipari filmeket kezdett készíteni, nevezetesen a Finding His Voice című technikai bemutató filmet, amely elmagyarázza a Western Electric változó sűrűségű rögzítési és reprodukciós rendszerét. Max Fleischer új szerződést kötött a Paramounttal, hogy készítsen újjászületést a "Bouncing Ball" című dalfilmben, amelyet Screen Songs -ként újragondoltak, a The Sidewalks of New York címmel, 1929-ben.

### Hangos filmek
A hangszinkronizálással kapcsolatos korai kísérletek tapasztalatokat adtak a Fleischer Studios-nak a felvétel utólagos rögzítési módszerének tökéletesítésében, amiben az alapító, Max Fleischer számos találmánya segített. A hangra való átalakítással a Paramountnak több hangos filmre volt szüksége, és a rajzfilmek gyorsabban készülhettek, mint a játékfilmek. Amint a Screen Songs visszatért Fleischerhez, egy új sorozat, a Talkartoons váltotta fel a néma Inkwell Imps -et. Az első epizód Noah's Lark, amely 1929. október 25 -én jelent meg. A sorozatban a népszerű karakter, Bimbo is megjelent. Bimbo az első évben több rajzoláson keresztül ment minden rajzfilmben. Bár a szándék az volt, hogy őt tegyék a sorozat sztárjává, a hetedik epizódban, a Dizzy Dishes -ben szereplő Helen Kane szerepe került a középpontba, itt jelent meg Betty Boop először. Bár Betty Boop hibrid ember/kutya karakterként született, 1932-re teljesen emberi karakterré változott. Miután a Talkartoons fő attrakciója lett, saját sorozatot kapott, amely egészen 1939-ig futott.

## Fordítás
Ez a szócikk részben vagy egészben  a   Fleischer Studios című angol Wikipédia-szócikk fordításán alapul.  Az eredeti cikk szerkesztőit annak laptörténete sorolja fel. Ez a jelzés csupán a megfogalmazás eredetét és a szerzői jogokat jelzi, nem szolgál a cikkben szereplő információk forrásmegjelöléseként.